# Правило бою (фільм, 2017)
«Правило бою» (рос. Правило боя) — російськомовний спортивно-драматичний фільм знятий в Україні. Фільм розповідає про Тараса, боксера, який в останній момент, через обставини, повинен замінити сина тренера Карпова й виступити у фінальному поєдинку проти грізного противника. Права на фільм належать українській кінокомпанії Good Morning Films.
В український прокат фільм вийшов 26 січня 2017 року.

## У ролях
| Актор                | Роль                                    |
| -------------------- | --------------------------------------- |
| Владислав Никитюк    | Тарас                                   |
| Олексій Горбунов     | Карпов (тренер, майстер спорту з боксу) |
| Женя Галич           | Ігор (боксер, син Карпова)              |
| Станіслав Боклан     | Скульський (кримінальний авторитет)     |
| Дарина Трегубова     | Марта                                   |
| Ахтем Сейтаблаєв     | Людина в чорному                        |
| Дмитро Ступка        | Димон                                   |
| Поліна Логунова      | Роксі                                   |
| Анатолій Пашинін     | Анисим                                  |
| Сергій Житніковський | Дезер                                   |
| Сергій Романюк       | Бос                                     |
| Павло Лі             | Дизель                                  |
| Станіслав Мельник    | Шпінгалет                               |
| Олександр Усик       | камео                                   |
| Олександр Лаптій     | Рефері                                  |

## Український дубляж
Українською мовою фільм дубльовано студією «Tretyakoff Production / Cinema Sound Production» на замовлення кінокомпанії UFD у 2021 році.

## Кошторис
Заявлений продюсерами бюджет фільму склав близько 500 тисяч доларів (~₴13.0 млн грн). Інвестором виступив білоруський бізнесмен Максим Лещенко.

## Виробництво
Зйомки «Правила бою» почались на початку 2016 року.
«Правило бою» стало дебютом у кіно для боксера Олександра Усика та фронтмена гурту O.Torvald Жені Галича. Усі бої героїв кінокартини поставив бойовий хореограф Сергій Житніковський, який також знявся у фільмі в ролі Дезера — фінального противника головного героя.
Саундтрек до фільму та російськомовну пісню «Твой дух — твоё оружие», що стала головним треком фільму, написали рок-гурт O.Torvald та репер ЯрмаК.

## Реліз

### Кінопрокатний реліз
У середині-кінці січня 2017 року в Києві, Харкові, Дніпрі, Одесі та інших містах України відбулися допрем'єрні покази фільму «Правило бою», а в український широкий прокат стрічка вийшла 26 січня 2017 року. Для українського кінопрокату дистриб'ютор замовив дубляж українською.
Фільм планувалося випустити в прокат у кінці 2016 року, але зміна дати виходу, за словами продюсерів, відбулась через підготовку фільму до виходу на світовий ринок і, зокрема, необхідністю продублювати його кількома мовами, оскільки за словами продюсера Андрія Єрмака інтерес до стрічки проявили 15 країн.. Врешті, єдина країна де відбувся прокат фільму російською мовою стала Білорусь; прокат у 12 містах Білорусі стартував 30 березня 2017 року.

### Реліз 4-серійної міні-серіальної версії на ТБ
У другій половині 2017 року на телеканалі ICTV вийшла чотирисерійна версія фільму з оригінальною російською аудіодоріжкою.

## Відгуки кінокритиків
Фільм отримав різко негативні відгуки від українських кінокритиків. Зокрема одним з найчастіших питань журналістів-кіноекспертів до фільму було російськомовність стрічки в оригіналі — для українського прокату дублювали українською мовою — та переважно російськомовний саундтрек фільму, що різко дисонує з українським дубляжем решти фільму.